# 北見宗幸
北見 宗幸（きたみ そうこう ）は、日本の茶人。裏千家正教授、茶道会館・講師、一般社団法人茶道文化振興会・理事長、ジャポニズム振興会・文化マイスター。

## 書籍
- 『はじめての茶の湯―茶道の基本がよくわかる』 （成美堂出版）
- 『DVDではじめる茶道入門(DVD付)』（ナツメ出版）
- 『DVDで身につく茶道 濃茶点前棚点前』（ナツメ出版）
- 『北見宗幸DVD茶道教室―裏千家』（山と渓谷社）
- 『北見宗幸DVD茶道教室―裏千家 濃茶』（山と渓谷社）
- 『裏千家茶道ハンドブック』 （山と渓谷社）
- 『日本の美 茶の美 THE ART OF TEA』（淡交社）
- 『茶会のお弁当: 季節を彩る点心の趣向と献立』（ 誠文堂新光社 ）

## 茶道監修
- 『お茶にごす。』
- 『やんごとなき一族』
- 『海賊と呼ばれた男』
- 『まる』